# Crisippo (mitologia)
Crisippo (in greco antico Χρύσιππος, Chrýsippos) è un personaggio della mitologia greca, secondo il mito tebano, fu il figlio di Pelope e della ninfa Astioche.

## Mitologia
Costui abitava nella reggia del padre quando, esule da Tebe durante il regno di Anfione e Zeto, venne invitato come ospite da Laio e questi non appena lo vide, fu preso da una violenta passione e fece di Crisippo il suo amante.

Ippodamia però, la matrigna di Crisippo e moglie legittima di Pelope, non volendo correre rischi verso l'eredità del regno destinata ai suoi figli, s'insinuò una notte nella stanza dove i due amanti dormivano e uccise Crisippo per accusare poi del delitto Laio che gli giaceva accanto.
Ispirandosi a questa leggenda, Euripide compose una tragedia, intitolata Crisippo, nella quale rivide il racconto originario e, a imitazione dell'altra e più famosa leggenda riguardante Giove e Ganimede, narra che Crisippo viene rapito da Laio, condotto a Tebe e nella reggia tebana finisce vittima dell'incontenibile brama del suo rapitore; dopo di che, il giovane per la vergogna si toglie la vita.

Nel finale, al padre Pelope, sconvolto dal dolore, non resta altro che maledire Laio, augurandogli di non aver mai figli o, se ne avesse avuti, rimanere ucciso da colui che aveva generato.
Un'ulteriore versione della leggenda più antica, appartenente alla mitologia di Micene, coinvolgeva invece nella morte di Crisippo la brama di potere dei due fratelli Atreo e Tieste, i quali, temendo che Pelope avesse intenzione di privilegiarlo nella successione, lo uccisero, istigati da Ippodamia, loro madre nonché matrigna del giovane Crisippo.